# Jean Claude Bouquet
Jean Claude Bouquet (francès: Jean-Claude Bouquet)  (Morteau, 7 de setembre de 1819 - París, 9 de setembre de 1885) va ser un matemàtic francès.

## Vida i Obra
Bouquet va néixer a la regió de Doubs, igual que Charles Auguste Briot amb qui va anar a la mateixa escola i amb qui va mantenir una forta amistat tota la seva vida.
Després d'estudiar a l'École Normale Supérieure, va ser professor de diferents Lycées de París i professor adjunt de les escoles Normale i Polytechnique. El 1871, en retirar-se Joseph Alfred Serret per la seva mala salut, va substituir-lo en la càtedra de càlcul de la Universitat de la Sorbona. Amb aquest càrrec va ser l'examinador de la tesi doctoral d'Henri Poincaré el 1879.
Bouquet va treballar sobre tot en equacions diferencials, publicant diversos tractats sobre la matèria conjuntament amb Briot.